# غرب برومتون (محطة مترو أنفاق لندن)
غرب برومتون (بالإنجليزية: West Brompton)‏ هي إحدى محطات مترو أنفاق لندن. تقع على خط ديستريكت أفتتحت في المنطقة (Zone) رقم 2 في 1866.